# Salazie

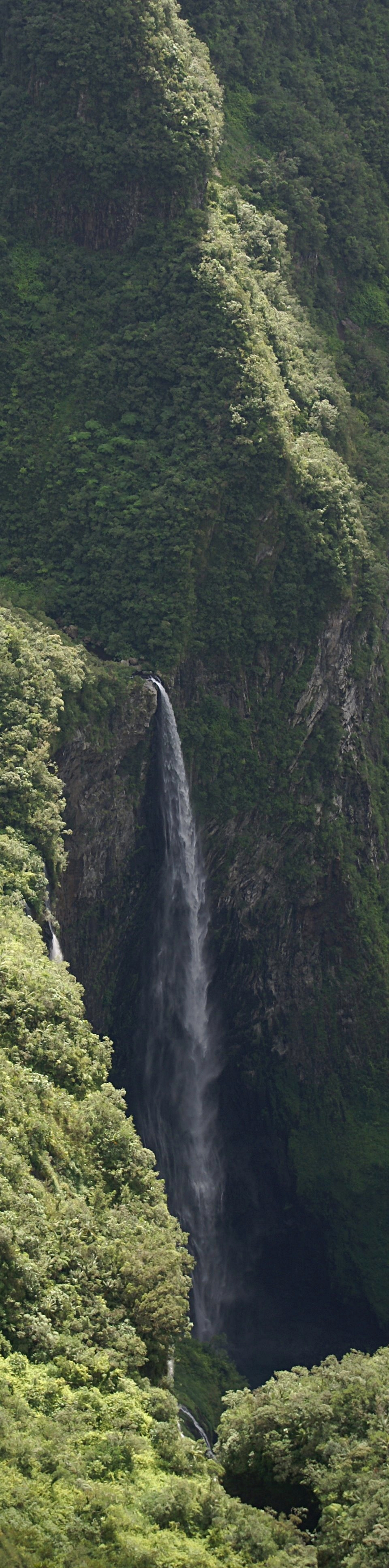
Waterfall of the Trou de fer

Salazie là một xã thuộc tỉnh Réunion.